# FTA
Ві́льний до́ступ до конте́нту (FTA — англ. Free To Air — «вільно трансльований»).
Цю абревіатуру дуже часто використовують на позначення вільно трансльованих супутникових телеканалів.
Для прийому FTA потрібні:
- Супутникова антена
- Супутниковий конвертер;
- супутниковий ресивер.

Для прийому FTA непотрібні:
- різні картки;
- здатність ресивера працювати з різними кодуваннями.